# 마테우스 헤체나우어
마테우스 헤체나워(Matthäus Hetzenauer, 1924년 12월 23일 – 2004년 10월 3일)는 제2차 세계 대전 중 나치 독일의 독일 국방군 소속 오스트리아인 저격수였다. 그는 제2차 세계 대전의 동부 전선에서 제3 산악엽병 사단에 복무했다. 345명의 확인된 사살 기록으로, 그는 가장 성공적인 독일 저격수이자 역사상 가장 치명적인 저격수 중 한 명이었다. 나치 독일에서 확인된 사살은 장교가 입회해야만 유효했기 때문에 헤체나워의 추정 사살 수는 훨씬 더 많다. 그의 가장 긴 확인된 사살은 1,100 미터 (1,200 야드)로 보고되었다. 헤체나워는 1945년 4월 17일 기사십자 철십자장을 수여받았다.

## 초기 생애
마테우스 헤체나워는 1924년 12월 23일 오스트리아 티롤의 브릭센 임 탈레 마을에서 시몬과 막달레나 헤체나워 부부 사이에서 태어났다. 그들은 키츠뷔엘군 지역의 오랜 오스트리아 농민 가문의 후손이었다. 그는 크리스마스 이브에 중세 사목구 성당에서 가톨릭 세례를 받았고, 마을 위 부모님의 농장에서 두 형제와 한 누이와 함께 자랐다.

## 군 경력
헤체나워는 1944년 3월부터 7월까지 슈타이어마르크의 트루펜위붕스플라츠 제탈러-알페에서 저격수 훈련을 받았고, 이후 제3 산악엽병 사단에 게프라이터로 배속되었다. 그는 6배율 망원 조준경이 장착된 Kar98k 저격 변형과 ZF4 4배율 망원 조준경이 장착된 Gew 43을 모두 사용했다. 그는 카르파티아 산맥, 헝가리, 슬로바키아에서 소련군과 전투를 벌였다.
1944년 11월 6일, 그는 포격으로 머리 외상을 입었고 사흘 후 전상장을 수여받았다.
Gefreiter 헤체나워는 1945년 4월 17일 기사십자 철십자장을 받았다. Generalleutnant이자 사단장인 파울 클라트는 포격과 적의 공격 속에서도 자신의 안전을 두려워하지 않고 총 두 적군 중대를 사살한 수많은 저격 전과 때문에 헤체나워를 추천했다. 이 추천은 General der Gebirgstruppe 카를 폰 르 쉬르와 General der Panzertruppe 발터 네링의 승인을 받았다.
헤체나워는 다음 달 소련군에게 포로로 잡혀 5년 동안 소련 포로 수용소에서 복역했다.
그는 2004년 10월 3일에 사망했다. 그의 아내 마리아는 2006년에 사망했다.

## 수상
- 철십자 (1939년) 2급 (1944년 9월 1일) 및 1급 (1944년 11월 25일)[7]
- 전상장 (1939년) 흑색 (1944년 11월 9일)[7]
- 보병 돌격장 은색 (1944년 11월 13일)[7]
- 저격수 휘장 금색 (1944년 12월 3일; 세 명의 수훈자 중 한 명)[7]
- 기사십자 철십자장 (1945년 4월 17일, 게프라이터 및 제144 산악엽병연대 7중대 저격수로서)[8][2]

## 문화적 영향
전쟁 60년 후, 헤체나워는 쿠엔틴 타란티노의 영화 바스터즈: 거친 녀석들의 영감이 되었다.

## 내용주
1. ↑  오늘날 헤체나워 가족의 농가인 손라이트호프는 호텔이다.[3]

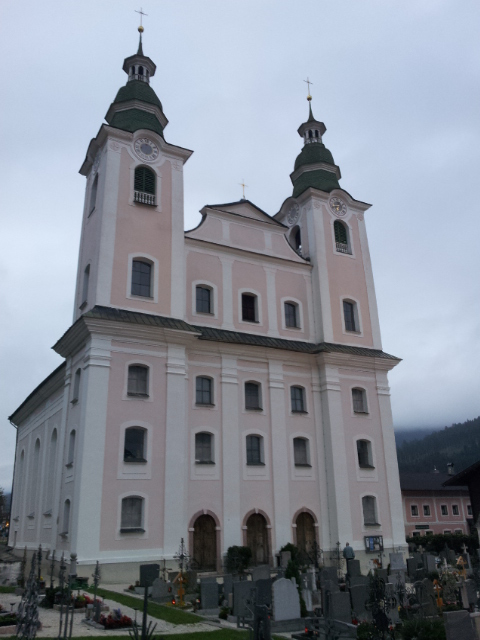
헤체나워가 젊은 시절을 보냈던 브릭센 임 탈레의 사목구 교회.

### 인용
1. ↑  Sadowski 2015, Chapter 3: A Brief History of Military Snipers.
2. 1 2  Scherzer 2007, 388쪽.
3. ↑  “Sonnleithof”. 《kitzbueheler-alpen.com/en》. Kitzbühler Alpen. 2018년 5월 10일에 확인함.
4. ↑  Sadowski 2015, chptr 3 A Brief History of Military Snipers.
5. ↑  Thomas & Wegmann 1993, 306쪽.
6. ↑  “Hetzenauer, Matthäus”.
7. 1 2 3 4  Thomas & Wegmann 1993, 307쪽.
8. ↑  Fellgiebel 2000, 225쪽.
9. ↑  Schultz, Cathy (2009년 8월 28일). “'Inglourious Basterds' more fantasy than fact”. 《Springfield News-Sun》. 2022년 3월 5일에 원본 문서에서 보존된 문서. 2022년 3월 5일에 확인함.

### 영어
- Sadowski, Robert A. (2015). 《Shooter's Bible Guide to Tactical Firearms: A Comprehensive Guide to Precision Rifles and Long-Range Shooting Gear》. Skyhorse Publishing. ISBN 978-1-63220-935-1.

### 독일어
- Fellgiebel, Walther-Peer (2000) [1986]. 《Die Träger des Ritterkreuzes des Eisernen Kreuzes 1939–1945 — Die Inhaber der höchsten Auszeichnung des Zweiten Weltkrieges aller Wehrmachtteile》 (독일어). Podzun-Pallas. ISBN 978-3-7909-0284-6.
- Scherzer, Veit (2007). 《Die Ritterkreuzträger 1939–1945 Die Inhaber des Ritterkreuzes des Eisernen Kreuzes 1939 von Heer, Luftwaffe, Kriegsmarine, Waffen-SS, Volkssturm sowie mit Deutschland verbündeter Streitkräfte nach den Unterlagen des Bundesarchives》 (독일어). Scherzers Miltaer-Verlag. ISBN 978-3-938845-17-2.
- Thomas, Franz; Wegmann, Günter (1993). 《Die Ritterkreuzträger der Deutschen Wehrmacht 1939–1945 Teil VI: Die Gebirgstruppe Band 1: A–K》 (독일어). Biblio-Verlag. ISBN 978-3-7648-2430-3.